# Matilde Asensi Carratalà
Matilde Asensi (Alacant, 12 de juny de 1962) és una periodista i escriptora en castellà valenciana.

## Biografia
Molt aficionada a la lectura des de petita, sempre va voler ser escriptora i, tot i que no va publicar fins que ja era gran, ha escrit tota la vida.
Va estudiar periodisme a la Universitat Autònoma de Barcelona i va treballar per diferents mitjans de comunicació (Cadena SER, RNE) abans de dedicar-se completament a la seva carrera literària.
L'any 1991 es va adonar que el periodisme li treia temps per a escriure i es va presentar a una plaça d'administrativa al Servei de Salut valencià, per tal de tenir un horari que li permetés dedicar-se a la seva vocació. Finalment, el 1999 va publicar la seva primera novel·la, El salón de ámbar, i des d'aquest moment va treure un llibre cada any o any i mig.
Les seves obres han tingut un bon èxit, han rebut nombrosos premis i s'han traduït a 15 idiomes. Finalista dels premis Ciudad de San Sebastián (1995) i Gabriel Miró (1996), va obtenir el primer premi de contes en el XV premi Juan Ortiz del Barco (1996), el XVI premi de novel·la curta Felipe Trigo (1997) i el premi Protagonistas (2007). El 2011 va ser guardonada amb el Premi d'Honor de novel·la històrica Ciudad de Zaragoza, que reconeixia la seva trajectòria, així com el premi Isabel Ferrer que atorga la Generalitat de València, per la seva tasca com a periodista i escriptora.

## Obra
Matilde Asensi és coneguda pel tractament que fa de la novel·la històrica en què combina els coneixements i la divulgació.
Novel·les publicades:
- 1999: El salón de ámbar, la recerca d'una obra d'art desapareguda misteriosament en temps dels nazis. Versió catalana: La sala d'ambre (Planeta, 2005), trad. de Teresa Graells.
- 2000: Iacobus, el viatge revelador d'un cavaller que segueix les petjades dels templers pel Camí de Sant Jaume. Versió catalana: Iacobus (Planeta, 2005), trad. de Teresa Graells.
- 2001: El último Catón, una trama que permet als protagonistes descobrir secrets ocults a Roma, Jerusalem, Atenes i altres ciutats importants. Versió catalana: L'últim Cató (Rosa dels Vents, 2003), trad. de Neus Nueno.
- 2003: El origen perdido, la recerca d'una civilització perduda a la selva de l'Amazones. Versió catalana: L'origen perdut (Planeta, 2004), trad. de Teresa Graells.
- 2004: Peregrinatio, una represa dels protagonistes de Iacobus, que fan un viatge pel Camí de Sant Jaume l'any 1324.
- 2006: Todo bajo el cielo, una gran aventura a la Xina cercant el tresor del Gran Emperador. Versió catalana: Tot sota el cel (Planeta, 2006), trad. de Teresa Graells.
- 2007: Tierra firme, primera part de la trilogia de Martín Ojo de Plata. Versió catalana: Terra ferma (Planeta, 2008), trad. de Josep Alemany.
- 2010: Venganza en Sevilla, segona part de la trilogia de Martín Ojo de Plata. Versió catalana: Venjança a Sevilla (Planeta, 2010), trad. de Josep Alemany.
- 2012: La conjura de Cortés, tercera part de la trilogia de Martín Ojo de Plata. Versió catalana: La conjura de Cortés (Planeta, 2012), trad. de Núria Garcia i Sabina Galí.
- 2013: Trilogía Martín Ojo de Plata, conté els tres llibres precedents.
- 2015: El regreso del Catón. Versió catalana: El retorn del Cató (Columna, 2015), trad. de Núria Parés Sellarès, Jordi Boixadós i Núria Garcia.
- 2019: Sakura (La Esfera de los Libros, 2019)[7]